# Fanny Persiani
Fanny Persiani, z domu Tacchinardi (ur. 4 października 1812 w Rzymie, zm. 3 maja 1867 w Neuilly-sur-Seine) – włoska śpiewaczka operowa, sopran.

## Życiorys
Śpiewu uczyła się u swojego ojca, tenora Nicoli Tacchinardiego (1772–1859). W 1830 roku poślubiła kompozytora Giuseppe Persianiego (1804–1869). Na scenie operowej zadebiutowała w 1832 roku w Livorno rolą we Francesce da Rimini Giuseppe Fourniera-Gorrego. W kolejnych latach występowała w Wenecji i Mediolanie w operach Gaetana Donizettiego, Vincenza Belliniego i Gioacchina Rossiniego. Wykonała główne role w prapremierowych przedstawieniach oper Donizettiego Rosmonda d’Inghilterra (Florencja 1834), Łucja z Lammermooru (Neapol 1835), Pia de’Tolomei (Wenecja 1837) i Linda z Chamounix (Paryż 1842). Od 1837 do 1850 roku występowała w Théâtre-Italien w Paryżu. W latach 1838–1849 wielokrotnie śpiewała gościnnie w Londynie, początkowo w Her Majesty’s Theatre, a później w Covent Garden Theatre. W 1837 i 1844 roku występowała w Wiedniu. W sezonie 1850–1852 śpiewała w Petersburgu, później osiadła w Paryżu i poświęciła się pracy pedagogicznej.
Dysponowała delikatnym, koloraturowym głosem, cechującym się szeroką skalą (od b do f3). Nazywano ją „la piccola Pasta”.